# 한명희 (바이애슬론 선수)
한명희(1970년 4월 24일~)은 대한민국의 바이애슬론 선수로, 1992년 동계 올림픽에 참가했다.